# بحيرة العظيم
بحيرة العظيم بحيرة عراقية تقع على سد العظيم شمال مدينة بعقوبة مركز محافظة ديالى شرق العراق 
وتعد بحيرة العظيم ثاني أكبر بحيرات ديالى، وتستوعب أكثر من مليار و400 مليون م/3، وتقع على نهر العظيم الذي يمثل أهم روافد نهر دجلة.